# ساندوز
ساندوز (بالألمانية: Sandoz) هي شركة صيدلانية تابعة لشركة نوفارتس وتختص بالأدوية المكافئة. مقرها في هولزكيرخن في بافاريا العليا في ألمانيا.

## تاريخ الشركة
أسس ألفرد كرن [الألمانية] وإدوارد ساندوز [الألمانية] شركة كرن وساندوز للكيمياء (بالألمانية: Chemiefirma Kern und Sandoz) في عام 1886 وكان مقرها في بازل في سويسرا.
بدأت الشركة بإنتاج أصباغ أليزارين وأورامين. وفي عام 1895 تغير اسم الشركة إلى (Chemische Fabrik vormals Sandoz) وكذلك بدأ إنتاج خافض الحرارة أنتيبايرين. وفي عام 1899، بدأ إنتاج بديل السكر السكارين.
وفي عام 1917، أسس أرتور شتول [الإنجليزية] القسم الصيدلاني في الشركة. وفي عام 1918، عزل أرتور شتول الإرغوتامين عن الإرغوت، وهو مركب يستعمل في علاج الصداع النصفي، وقد سوق إول مرة عام 1921. وفي عام 1929 سوقت شركة ساندوز أقراص الكالسيوم.
وفي عام 1943، اكتشف ألبرت هوفمان وأرتور شتول التأثير المخل بالنفس لثنائي إيثيل أميد حمض الليسرجيك.
وفي عام 1967، اندمجت مع شركة واندر المختصة بالمنتجات الغذائية والمعروفة بمنتجات أوفالتين وآيزوستار. ثم اندمجت معها شركات أخرى هي (Delmark وWasabröd وGerber Products Company وClariant). وفي عام 1996، اندمجت مع سيبا-غايغي لتأسيس شركة نوفارتس.
وفي عام 2009، استحوذت شركة ساندوز المختصة بالأدوية المكافئة على إيبيفيه فارما بمبلغ 925 مليون يورو.